# ピエール・オシアン・ボンネ
ピエール・オシアン・ボンネ（Pierre Ossian Bonnet、1819年12月22日 - 1892年6月22日）は、フランスの数学者。ガウス・ボンネの定理など曲面の微分幾何学にいくつかの重要な貢献をした。

## 経歴
モンペリエの大学に行き、1838年にパリのエコール・ポリテクニークに入学した。国立土木学校でも学んだ。
卒業後には技術者としてのポストが与えられたが、少し考えた後、技術者ではなく数学の教育と研究の仕事をすることにした。
経済的に裕福ではなかったため、技術者のポストを辞退するのは簡単な決断ではなかった。1844年にエコール・ポリテクニークでの職を受け入れるために、家庭教師をする必要があった。
この1年前の1843年に、正の項を持つ級数の収束に関する論文を書いた。1849年の級数に関するもう1つの論文により、ブリュッセルアカデミーから賞を受賞した。しかし、この級数に関する2つの論文の間の1844年に微分幾何学の研究を始めていた。
1862年にビオの後任として科学アカデミーに選出された。1868年からエコール・ポリテクニークでミシェル・シャールの助手を務め、3年後にそこの研究長になった。このポストの他に、エコール・ノルマル・シュペリウールでも教えた。
1878年にユルバン・ルヴェリエの後を継いでFaculté des sciences de Parisの長となった。また、1883年にはジョゼフ・リウヴィルの後を継いでBureau des Longitudesの一員となった。
微分幾何学（フランスでもSerret、Frenet、ベルトラン、Puiseuxにより研究された）に関する重要な研究を行った。ボンネは曲率の概念に大きな貢献を行った。特に、ガウス曲率の表面積分を表面のオイラー特性と境界の測地曲率の線積分に関連付ける式を発表した。この結果は現在、ガウス・ボンネの定理として知られている。ガウスは前にこの基本的な結果の特殊ケースを発見したことが知られていたが、発表していなかった。